# Wang Bi
Wang Bi (ur. 226, zm. 249) – chiński filozof neotaoistyczny, uważany za jednego z prekursorów tej szkoły filozoficznej.
Był urzędnikiem w królestwie Wei. Zmarł na dżumę w wieku zaledwie 23 lat. Jego najważniejszymi pracami były komentarze do Yijing i Daodejing. W swoich komentarzach do Daodejing dokonał syntezy poglądów Laozi z poglądami konfucjanistów. Wprowadził na stałe do chińskiej filozofii pojęcia metafizyczne i kosmologiczne, zwalczane wcześniej przez klasyczny konfucjanizm.
Centralną oś filozofii Wang Bi stanowi wszechogarniające dao, utożsamiane przez niego z pustką (benwu).